# Aquilin Julius Caesar

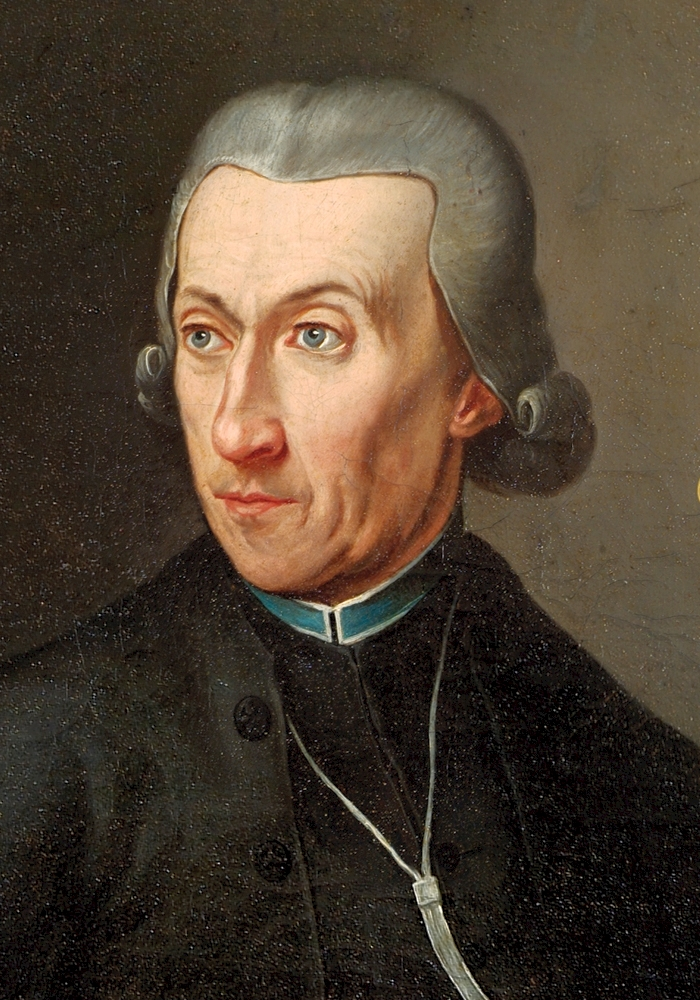
Aquilinus Julius Caesar

Aquilin Julius Caesar oder Cäsar (* 1. November 1720 in Graz als Julius Caesar; † 2. Juni 1792 in Weizberg bei Weiz) war ein österreichischer Augustiner-Chorherr und Landeshistoriker.

## Leben
Caesar stammte aus einer 1623 geadelten Familie. Er absolvierte zunächst in Graz die unteren Schulen und besuchte das Gymnasium der Stadt, bevor er 1736 in das Augustiner-Chorherrenstift Vorau eintrat. Als Augustiner-Chorherr erhielt er den Ordensnamen Aquilin(us). Sein philosophisch-theologisches Studium erfolgte er an der Jesuitenuniversität in Graz, an der er als Lic. theol. abschloss. Seine Priesterweihe empfing er schließlich 1743. Anschließend war er als Lehrer am Stift Vorau tätig.
Caesar wurde 1761 Pfarrer in Dechantskirchen und 1765 Stadtpfarrer in Friedberg. 1781 lehnte er einen Ruf an den Lehrstuhl für Kirchenrecht an die Universität Graz ab. Kurz darauf, 1784, musste er die Seelsorge aus gesundheitlichen Gründen aufgeben. Er zog sich nach Weizberg zu seinem Jugendfreund Josef Peinthor zurück, der dort als Kreisdechant und Seelsorger tätig war, und widmete sich weiter der schriftstellerischen Arbeit.
Caesar verfasste die erste umfassende Geschichte der Steiermark. Er wurde daher auch mit dem Ehrentitel Historiae patriae pater ausgezeichnet. Neben den landeshistorischen Werken verfasste er mehrere theologische und kirchenrechtliche Schriften.

## Werke (Auswahl)
- Annales ducatus Styriae, 3 Bände, Widmanstad, Graz 1768–1773, Band 4, Wien 1777.
- Beschreibung des Herzogthums Steyermark, 2 Bände, Lechner, Graz 1773.
- Beschreibung der kaiserl. königl. Hauptstadt Grätz und aller daselbst befindlichen Merkwürdigkeiten, 3 Bände, Mayr, Salzburg 1781.
- Staat- und Kirchengeschichte des Herzogthum Steyermarks, 7 Bände, Weingand und Ferstl, Graz 1786–1788.
- Nationalkirchenrecht Österreichs oder Verbindung der k. k. Verordnungen in publico-Ecclesiasticis mit dem päbstlichen Recht, 6 Bände, Ferstl, Graz 1788–1791.
- Meine Gedanken von der Unzertrennlichkeit einer gültig geschlossenen und vollbrachten Ehe, ohne Verlag und Ort, 1789.
- Geschichte der Nuntiaturen Deutschlands, ohne Verlag und Ort, 1790.